# Tênis nos Jogos Olímpicos de Verão de 2020 - Duplas mistas
O torneio de duplas mistas de tênis nos Jogos Olímpicos de Verão de 2020 foi disputado entre 28 de julho e 1 de agosto de 2021 no Parque de Tênis de Ariake, localizado na ilha artificial de mesmo nome, no bairro de Koto, em Tóquio. Um total de 32 tenistas de 14 Comitês Olímpicos Nacionais (CON) participaram do evento.
Anastasia Pavlyuchenkova e Andrey Rublev, do ROC, derrotaram os compatriotas Elena Vesnina e Aslan Karatsev na final por 6–3, 6–7(5–7), [13–11] para conquistar a medalha de ouro. Os australianos Ashleigh Barty e John Peers conquistaram a medalha de bronze após uma desistência dos sérvios Nina Stojanović e Novak Djokovic.

## Qualificação
Cada Comitê Olímpico Nacional (CON) poderia inscrever até duas duplas (quatro jogadores) para totalizar 16 times (32 jogadores) no evento. A qualificação é baseada nos rankings mundiais combinados de 14 de junho de 2021, com os tenistas sendo selecionados dentre os aceitos para as competições de simples e/ou duplas. Quinze vagas são atribuídas às equipes com melhor classificação no ranking, com uma vaga sendo atribuída a melhor dupla do país anfitrião (Japão).

## Formato
A competição consiste de um torneio de eliminação única, com os perdedores das semifinais disputando a medalha de bronze. As partidas são em melhor de três sets, com um tiebreak sendo jogado se um dos dois primeiros sets chegasse a 6–6. O terceiro set foi decido em um super tiebreak (primeiro a chegar em 10 pontos) em vez de um set típico.

## Calendário
Horário local (UTC+9)
| Data                | Horário | Fase                |
| ------------------- | ------- | ------------------- |
| 28 de julho de 2021 | 11:00   | Primeira rodada     |
| 29 de julho de 2021 | 15:00   | Quartas de final    |
| 30 de julho de 2021 | 15:00   | Semifinal           |
| 31 de julho de 2021 | 15:00   | Disputa pelo bronze |
| 1 de agosto de 2021 | 15:00   | Final               |

## Medalhistas
| Ouro   | ROC Anastasia Pavlyuchenkova e Andrey Rublev |
| Prata  | ROC Elena Vesnina e Aslan Karatsev           |
| Bronze | AUS Ashleigh Barty e John Peers              |

## Cabeças de chave
01.   FRA Kristina Mladenovic / FRA Nicolas Mahut (primeira rodada)
02.   GRE Maria Sakkari / GRE Stefanos Tsitsipas (quartas)
03.   USA Bethanie Mattek-Sands / USA Rajeev Ram (primeira rodada)
04.   ROC Anastasia Pavlyuchenkova / ROC Andrey Rublev (campeões, medalha de ouro)

## Resultados
A competição foi realizada ao longo de cinco dias até a definição dos medalhistas:

### Legenda
| - Q = Qualifier - WC = Wild Card (convidado/a) - LL = Lucky Loser | - Alt = Alternate - SE = Special Exempt - PR = Protected Ranking (ranking protegido) | - w/o ou w.o. = Walkover (não compareceu) - r ou ab. = Retired (abandonou) - d = Defaulted (desclassificado) |

### Chaveamento
| Primeira rodada | Primeira rodada                       | Primeira rodada | Primeira rodada | Primeira rodada |  |   | Quartas de final                  | Quartas de final                | Quartas de final | Quartas de final | Quartas de final |  |  | Semifinal | Semifinal                         | Semifinal | Semifinal | Semifinal |  |                     | Final                           | Final                             | Final               | Final               | Final |
|                 |                                       |                 |                 |                 |  |   |                                   |                                 |                  |                  |                  |  |  |           |                                   |           |           |           |  |                     |                                 |                                   |                     |                     |       |
| 1               | FRA K Mladenovic FRA N Mahut          | 4               | 2               |                 |  |   |                                   |                                 |                  |                  |                  |  |  |           |                                   |           |           |           |  |                     |                                 |                                   |                     |                     |       |
|                 | ROC E Vesnina ROC A Karatsev          | 6               | 6               |                 |  |   |                                   | ROC E Vesnina ROC A Karatsev    | 6                | 6                |                  |  |  |           |                                   |           |           |           |  |                     |                                 |                                   |                     |                     |       |
| Alt             | FRA F Ferro FRA P-H Herbert           | 3               | 63              |                 |  |   | POL I Świątek POL Ł Kubot         | 4                               | 4                |                  |                  |  |  |           |                                   |           |           |           |  |                     |                                 |                                   |                     |                     |       |
|                 | POL I Świątek POL Ł Kubot             | 6               | 7               |                 |  |   |                                   |                                 |                  |                  |                  |  |  |           | ROC E Vesnina ROC A Karatsev      | 7         | 7         |           |  |                     |                                 |                                   |                     |                     |       |
| 3               | USA B Mattek-Sands USA R Ram          | 4               | 7               | [8]             |  |   |                                   |                                 |                  |                  |                  |  |  |           | SRB N Stojanović SRB N Djokovic   | 64        | 5         |           |  |                     |                                 |                                   |                     |                     |       |
|                 | GER L Siegemund GER K Krawietz        | 6               | 5               | [10]            |  |   |                                   | GER L Siegemund GER K Krawietz  | 1                | 2                |                  |  |  |           |                                   |           |           |           |  |                     |                                 |                                   |                     |                     |       |
|                 | SRB N Stojanović SRB N Djokovic       | 6               | 6               |                 |  |   | SRB N Stojanović SRB N Djokovic   | 6                               | 6                |                  |                  |  |  |           |                                   |           |           |           |  |                     |                                 |                                   |                     |                     |       |
|                 | BRA L Stefani BRA M Melo              | 3               | 4               |                 |  |   |                                   |                                 |                  |                  |                  |  |  |           |                                   |           |           |           |  |                     |                                 | ROC E Vesnina ROC A Karatsev      | 3                   | 7                   | [11]  |
|                 | KAZ Y Shvedova KAZ A Golubev          | 3               | 63              |                 |  |   |                                   |                                 |                  |                  |                  |  |  |           |                                   |           |           |           |  |                     | 4                               | ROC A Pavlyuchenkova ROC A Rublev | 6                   | 65                  | [13]  |
| ITF             | JPN E Shibahara JPN B McLachlan       | 6               | 7               |                 |  |   | ITF                               | JPN E Shibahara JPN B McLachlan | 5                | 7                | [8]              |  |  |           |                                   |           |           |           |  |                     |                                 |                                   |                     |                     |       |
|                 | CRO D Jurak CRO I Dodig               | 7               | 4               | [9]             |  | 4 | ROC A Pavlyuchenkova ROC A Rublev | 7                               | 60               | [10]             |                  |  |  |           |                                   |           |           |           |  |                     |                                 |                                   |                     |                     |       |
| 4               | ROC A Pavlyuchenkova ROC A Rublev     | 5               | 6               | [11]            |  |   |                                   |                                 |                  |                  |                  |  |  | 4         | ROC A Pavlyuchenkova ROC A Rublev | 5         | 6         | [13]      |  |                     |                                 |                                   |                     |                     |       |
|                 | AUS A Barty AUS J Peers               | 6               | 7               |                 |  |   |                                   |                                 |                  |                  |                  |  |  |           | AUS A Barty AUS J Peers           | 7         | 4         | [11]      |  |                     |                                 |                                   |                     |                     |       |
|                 | ARG N Podoroska ARG H Zeballos        | 1               | 63              |                 |  |   |                                   | AUS A Barty AUS J Peers         | 6                | 4                | [10]             |  |  |           |                                   |           |           |           |  | Disputa pelo bronze | Disputa pelo bronze             | Disputa pelo bronze               | Disputa pelo bronze | Disputa pelo bronze |       |
|                 | CAN G Dabrowski CAN F Auger-Aliassime | 3               | 4               |                 |  | 2 | GRE M Sakkari GRE S Tsitsipas     | 4                               | 6                | [6]              |                  |  |  |           |                                   |           |           |           |  |                     | SRB N Stojanović SRB N Djokovic |                                   |                     |                     |       |
| 2               | GRE M Sakkari GRE S Tsitsipas         | 6               | 6               |                 |  |   |                                   |                                 |                  |                  |                  |  |  |           |                                   |           |           |           |  |                     |                                 | AUS A Barty AUS J Peers           | w/o                 |                     |       |